# Quartier de Picpus
Quartier de Picpus är Paris 46:e administrativa distrikt, beläget i tolfte arrondissementet. Distriktet är uppkallat efter Rue de Picpus som i sin tur är uppkallad efter byn Pique-Puce.
Tolfte arrondissementet består även av distrikten Bel-Air, Bercy och Quinze-Vingts.

## Sevärdheter
- Saint-Esprit
- Cimetière de Picpus med Chapelle Notre-Dame-de-la-Paix
- Place de la Nation
- Cimetière de Bercy, Cimetière de Charenton
- Jardin de Reuilly-Paul-Pernin

## Bilder
| - De fyra administrativa distrikten i Paris tolfte arrondissement. - Saint-Esprit. - Chapelle Notre-Dame-de-la-Paix. - Jardin de Reuilly-Paul-Pernin med Passerelle André-Léo. |

## Kommunikationer
- Tunnelbana – linje  – Picpus